# Митино (Сафоновский район)
Митино — деревня в Смоленской области России, в Сафоновском районе. Население – 1 житель (2007 год) . Расположена в центральной части области в 17 км к востоку от города Сафонова, в 4 км южнее автодороги М1 «Беларусь», на берегу реки Гостижа. Южнее  деревни железнодорожная станция Митино на линии Москва — Минск. Входит в состав Прудковского сельского поселения.

## История
В годы Великой Отечественной войны деревня была оккупирована гитлеровскими войсками в сентябре 1941 года, освобождена в 1943 году.